# アコルワ

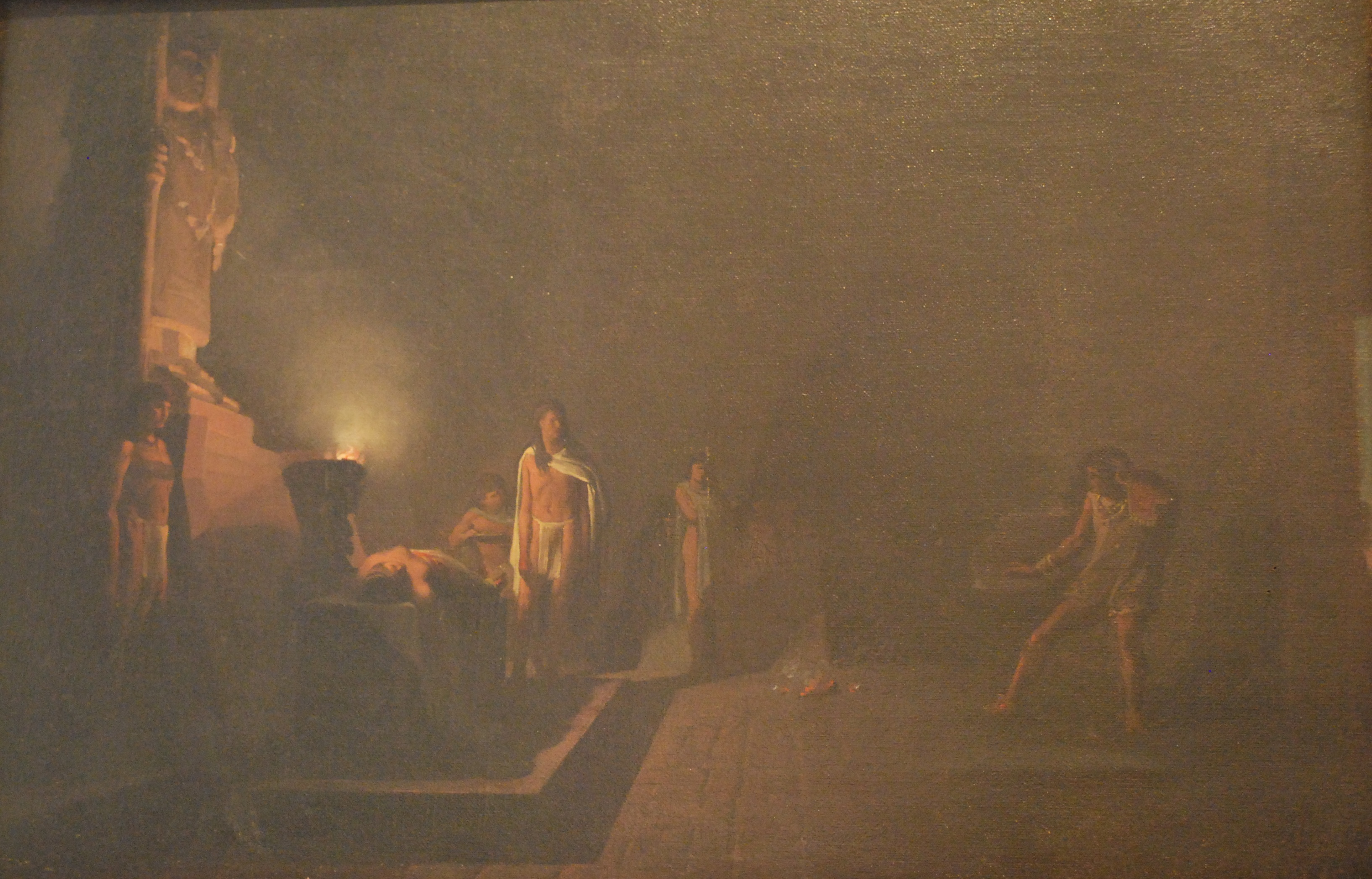
Petronilo MonroyのEl sacrificio de una princesa acolhua

アコルワ（Acolhua、ナワトル語：ācōlhuah）はおよそ紀元1200年頃にメキシコ渓谷に住み着いたメソアメリカの民族で、アステカ人（すなわちメシカ）やテパネカ、ソチミルカなどと近縁の文化である。
アコルワの祖先は元はオトミ語話者であったようで、彼らの君主（「トラトアニ」の称号で呼ばれた）であるテチョトララツィンに命じられるまではナワトル語を話さなかった。
テチョトララツィンの孫ネサワルコヨトルの治世下でアコルワはメシカと共にアステカ三国同盟（アステカ帝国とも）を結んだ。アコルワの首都テスココは、これによって生じたアステカ帝国の文化的中心となった。

## 参考資料
Davies, Nigel (1980). The Toltec Heritage: From the Fall of Tula to the Rise of Tenochtitlan. Civilization of the American Indian series, no. 153. Norman: University of Oklahoma Press. ISBN 0-8061-1505-X. OCLC 5103377
Smith, Michael E. (1984). “The Aztlan Migrations of Nahuatl Chronicles: Myth or History?” (PDF online reproduction). Ethnohistory (Durham, NC: Duke University Press, American Society for Ethnohistory) 31 (3):  pp.153–186. doi:10.2307/482619. ISSN 0014-1801. JSTOR 482619. OCLC 145142543.